# Rafael Correia de Sampaio
Raphael Correa de Sampaio (Pirassununga, 21 de dezembro de 1873 — São Paulo, 10 de novembro de 1937) foi um advogado, professor de direito e político paulista.
Foi eleito quatro vezes para a Câmara do Congresso Legislativo do Estado de São Paulo onde exerceu da 10ª a 13ª legislatura (de 1916 a 1927), quando foi eleito senador estadual para o Senado do Congresso Legislativo do Estado de São Paulo para a 13ª Legislatura (de 1925 a 1927).